# Cueva de Altamira y arte rupestre paleolítico de la cornisa cantábrica
Cueva de Altamira y arte rupestre paleolítico de la cornisa cantábrica es la denominación bajo la que se encuentran agrupadas 18 cuevas situadas en el norte de España que son representativas del apogeo del arte rupestre paleolítico, desarrollado en Europa entre los años 35 000 y 11 000 a. C. Las cuevas están distribuidas en tres comunidades autónomas diferentes: diez de ellas en Cantabria, cinco en Asturias y tres en el País Vasco.
La principal de estas cuevas es la cueva de Altamira, situada dentro del municipio de Santillana del Mar. En ella se conserva uno de los ciclos pictóricos más importantes de la Prehistoria. La mayor parte de las representaciones pertenecen a los períodos Magdaleniense y Solutrense, dentro del Paleolítico Superior. Su estilo artístico constituye la denominada escuela franco-cantábrica, caracterizada por el realismo de las figuras representadas. La Cueva de Altamira fue declarada Patrimonio de la Humanidad en el año 1985. En el año 2008 este sitio del Patrimonio de la Humanidad fue ampliado para incluir otras diecisiete cuevas situadas también en el ámbito de la cornisa cantábrica, en el norte de España y que presentan también muestras destacadas de arte rupestre del Paleolítico.
Estas dieciocho cuevas son parte de un conjunto mayor denominado habitualmente como «Arte rupestre paleolítico del norte de España», si bien son las únicas hasta ahora incluidas por la Unesco.

## Cuevas
Las dieciocho cuevas listadas como Patrimonio de la Humanidad son:
| Código  | Nombre                      | Lugar                             | Año  | Coordenadas                                | Zona protegida [Ha] | Imagen |
| ------- | --------------------------- | --------------------------------- | ---- | ------------------------------------------ | ------------------- | ------ |
| 310-001 | Cueva de Altamira           | Santillana del Mar, Cantabria     | 1985 | 43°22′57″N 04°07′13″O / 43.38250, -4.12028 | 16                  |        |
| 310-002 | Cueva de la Peña de Candamo | Candamo, Asturias                 | 2008 | 43°27′21″N 6°4′21″O / 43.45583, -6.07250   | 99,97               |        |
| 310-003 | Cueva de Tito Bustillo      | Ribadesella, Asturias             | 2008 | 43°27′39″N 5°4′4″O / 43.46083, -5.06778    | 243,38              |        |
| 310-004 | Cueva de La Covaciella      | Cabrales, Asturias                | 2008 | 43°19′5″N 4°52′30″O / 43.31806, -4.87500   | 11,336              |        |
| 310-005 | Cueva de Llonín             | Peñamellera Alta, Asturias        | 2008 | 43°19′50″N 4°38′43″O / 43.33056, -4.64528  | 17,37               |        |
| 310-006 | Cueva del Pindal            | Ribadedeva, Asturias              | 2008 | 43°23′51″N 4°31′58″O / 43.39750, -4.53278  | 69,37               |        |
| 310-007 | Cueva de Chufín             | Rionansa, Cantabria               | 2008 | 43°17′26″N 4°27′29″O / 43.29056, -4.45806  | 16,65               |        |
| 310-008 | Cueva de Hornos de la Peña  | San Felices de Buelna, Cantabria  | 2008 | 43°15′40″N 4°1′47″O / 43.26111, -4.02972   | 25,05               |        |
| 310-009 | Cueva de El Castillo        | Puente Viesgo, Cantabria          | 2008 | 43°17′28″N 3°57′51″O / 43.29111, -3.96417  | 68,93               |        |
| 310-010 | Cueva de Las Monedas        | Puente Viesgo, Cantabria          | 2008 | 43°17′28″N 3°57′51″O / 43.29111, -3.96417  | 68,93               |        |
| 310-011 | Cueva de La Pasiega         | Puente Viesgo, Cantabria          | 2008 | 43°17′28″N 3°57′51″O / 43.29111, -3.96417  | 68,93               |        |
| 310-012 | Cueva de Las Chimeneas      | Puente Viesgo, Cantabria          | 2008 | 43°17′28″N 3°57′51″O / 43.29111, -3.96417  | 68,93               |        |
| 310-013 | Cueva de El Pendo           | Camargo, Cantabria                | 2008 | 43°23′17″N 3°54′44″O / 43.38806, -3.91222  | 63,79               |        |
| 310-014 | Cueva de La Garma           | Ribamontán al Monte, Cantabria    | 2008 | 43°25′50″N 3°39′57″O / 43.43056, -3.66583  | 100,07              |        |
| 310-015 | Cueva de Covalanas          | Ramales de la Victoria, Cantabria | 2008 | 43°14′44″N 3°27′08″O / 43.24556, -3.45222  | 1374,4              |        |
| 310-016 | Cueva de Santimamiñe        | Cortézubi, Vizcaya                | 2008 | 43°20′47″N 2°38′12″O / 43.34639, -2.63667  | 98,8                |        |
| 310-017 | Cueva de Ekain              | Deva, Guipúzcoa                   | 2008 | 43°14′09″N 02°16′31″O / 43.23583, -2.27528 | 14,59               |        |
| 310-018 | Cueva de Altxerri           | Aya, Guipúzcoa                    | 2008 | 43°16′7″N 02°08′02″O / 43.26861, -2.13389  | 15                  |        |